# Taiyo Yuden Solfille
I Taiyo Yuden Solfille (太陽誘電ソルフィーユ?, Taiyō Yūden Sorufīyu) sono una squadra di softball femminile giapponese con sede a Takasaki, Gunma. Sono membri della East Division della Japan Diamond Softball League (JD.League).

## Storia
I Solfille furono fondati nel 1984 come squadra di softball della Taiyo Yuden.
La Japan Diamond Softball League (JD.League) fu fondata nel 2022, e i Solfille si unirono alla nuova lega come membri della East Division.

## Roster attuale
Aggiornato all'aprile 2022.
| Ruolo         | N.         | Nome              | Età        | Altezza            | Batte      | Lancia     | Note                               |
| Giocatrici    | Giocatrici | Giocatrici        | Giocatrici | Giocatrici         | Giocatrici | Giocatrici | Giocatrici                         |
| ------------- | ---------- | ----------------- | ---------- | ------------------ | ---------- | ---------- | ---------------------------------- |
| Lanciatrici   | 1          | Ayu Terada        | 26 anni    | 164 cm (5 ft 5 in) | Sinistro   | Sinistro   |                                    |
| Lanciatrici   | 13         | Hanna Sone        | 25 anni    | 167 cm (5 ft 6 in) | Sinistro   | Sinistro   |                                    |
| Lanciatrici   | 17         | Miki Endo         | 26 anni    | 162 cm (5 ft 4 in) | Sinistro   | Destro     |                                    |
| Lanciatrici   | 18         | Konomi Uno        | 21 anni    | 167 cm (5 ft 6 in) | Sinistro   | Destro     |                                    |
| Ricevitrici   | 2          | Shizuku Nishiyama | 26 anni    | 167 cm (5 ft 6 in) | Destro     | Destro     |                                    |
| Ricevitrici   | 4          | Minami Sato       | 35 anni    | 159 cm (5 ft 3 in) | Destro     | Destro     |                                    |
| Ricevitrici   | 7          | Fu Kojima         | 25 anni    | 159 cm (5 ft 3 in) | Destro     | Destro     |                                    |
| Ricevitrici   | 55         | Aiko Kamibayashi  | 21 anni    | 163 cm (5 ft 4 in) | Destro     | Destro     |                                    |
| Interne       | 3          | Haruka Nagatomo   | 29 anni    | 168 cm (5 ft 6 in) | Destro     | Destro     |                                    |
| Interne       | 5          | Kotomi Takeda     | 24 anni    | 160 cm (5 ft 3 in) | Sinistro   | Destro     |                                    |
| Interne       | 9          | Sayaka Momma      | 28 anni    | 163 cm (5 ft 4 in) | Destro     | Destro     |                                    |
| Interne       | 10         | Yui Nakamizo      | 26 anni    | 159 cm (5 ft 3 in) | Destro     | Destro     |                                    |
| Interne       | 11         | Makoto Suda       | 27 anni    | 159 cm (5 ft 3 in) | Sinistro   | Destro     |                                    |
| Interne       | 14         | Suzune Moro       | 21 anni    | 155 cm (5 ft 1 in) | Sinistro   | Destro     |                                    |
| Interne       | 15         | Rui Nakamura      | 21 anni    | 159 cm (5 ft 3 in) | Destro     | Destro     |                                    |
| Interne       | 25         | Mei Hashimoto     | 25 anni    | 160 cm (5 ft 3 in) | Sinistro   | Destro     |                                    |
| Esterne       | 6          | Eri Matsuki       | 32 anni    | 163 cm (5 ft 4 in) | Sinistro   | Destro     |                                    |
| Esterne       | 8          | Nodoka Harada     | 33 anni    | 163 cm (5 ft 4 in) | Destro     | Destro     | Giocatrice ai Giochi Olimpici 2020 |
| Esterne       | 24         | Rino Setoguchi    | 24 anni    | 153 cm (5 ft 0 in) | Sinistro   | Destro     |                                    |
| Esterne       | 51         | Karen Kinoshita   | 22 anni    | 162 cm (5 ft 4 in) | Sinistro   | Destro     |                                    |
| Staff tecnico |            |                   |            |                    |            |            |                                    |
| Manager       | 30         | Noriko Yamaji     | 54 anni    | -                  | -          | -          |                                    |
| Coach         | 31         | Miyuki Ito        | 41 anni    | -                  | -          | -          |                                    |
| Coach         | 32         | Haruka Yamamoto   | 34 anni    | -                  | -          | -          |                                    |